# Sabine Hahn (Pflegewissenschaftlerin)

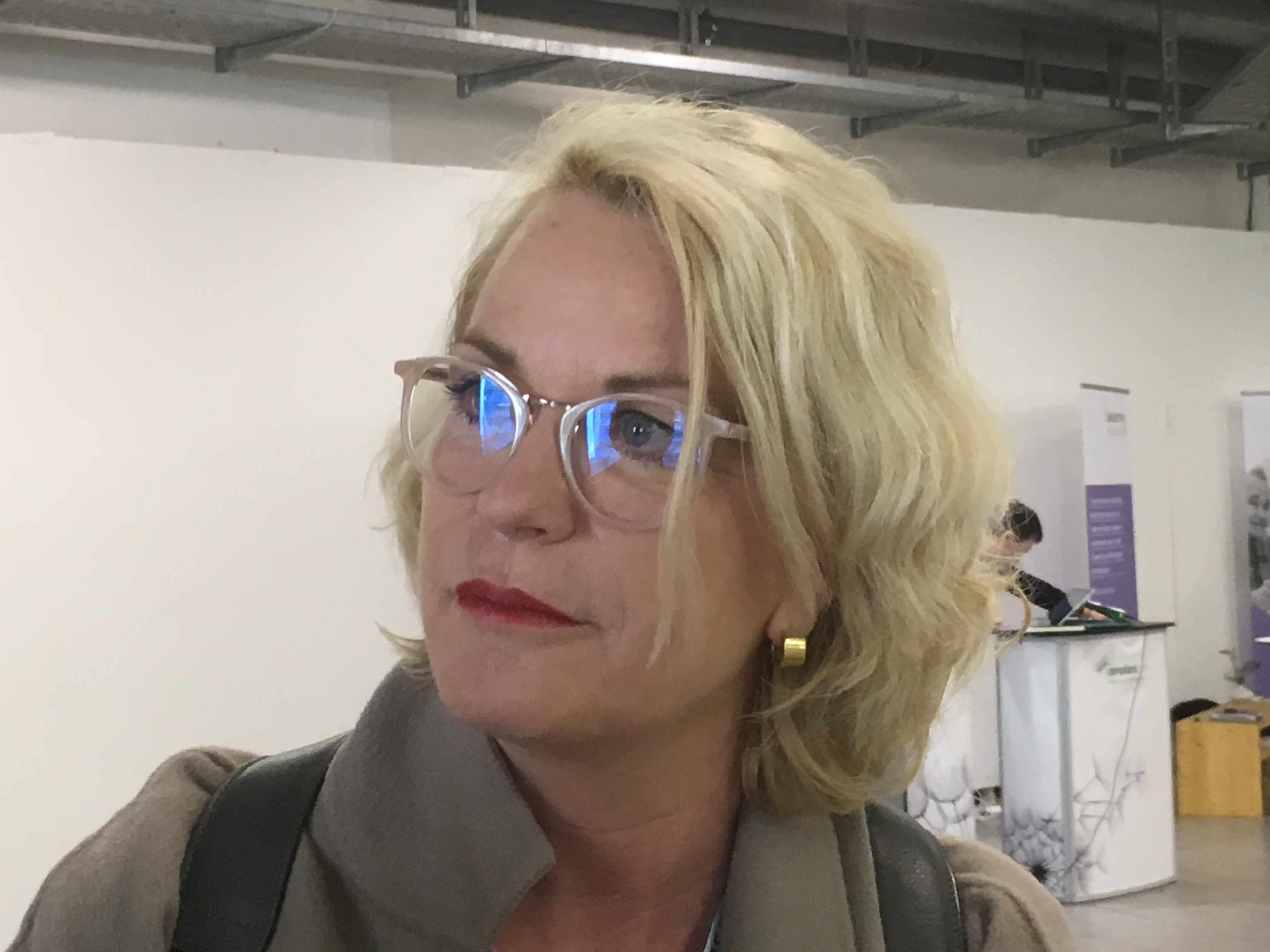
Sabine Hahn am Kongress 2019 des SBK in Basel

Sabine Hahn (* 1964) ist eine Schweizer Pflegefachfrau, Pflegewissenschafterin und Pflegeforscherin. Sie ist Leiterin der Abteilung Pflege, Leiterin angewandte Forschung & Entwicklung Pflege und Vorsitzende der Kommission Forschung Gesundheit am Departement Gesundheit der Berner Fachhochschule BFH.

## Werdegang
Hahn erhielt ihr Diplom in psychiatrischer Krankenpflege 1988 an der Psychiatrischen Universitätsklinik Zürich. Von 2000 bis 2003 studierte sie Pflegewissenschaft an der Maastricht University (NL) und schloss mit einem Master of Science in Health and Nursing ab. Ebenfalls an der Maastricht University erhielt sie 2012 ein PhD in Health and Nursing Science.
Hahn ist seit 2012 Leiterin der Abteilung Pflege und angewandte Forschung und Entwicklung Pflege des Departements Gesundheit der Berner Fachhochschule.
Seit Mai 2022 ist Sabine Hahn Präsidentin der Schweizerischen Vereins für Pflegewissenschaft.

## Aktuelle Forschungsprojekte
Hahn ist aktuell (Stand 2019) Forschungsleiterin der Projekte Respons 2019 und Respons-Fam 2019, welche die Lebensqualität in Schweizer Pflegeheimen untersucht. Sie ist Gesamtprojektleiterin des Competence Network Health Workforce CNHW, ein Kompetenzzentrum für Fachkräfte im Gesundheitswesen, mit dem eine nationale Strategie gegen den Fachkräftemangel im Gesundheitswesen erarbeitet wird.
Hahn forscht zudem in der PERoPA-Studie zum Thema Aggression im Gesundheitswesen.
Hahn ist Verwaltungsrätin der Spitex Bern.

## Publikationen
- Sabine Hahn mit Christoph Abderhalden, Ian Needham, Michael Schulz, Susanne Schoppmann, Harald Stefan: «Psychiatrische Pflege vernetzt». Mit Betroffenen und Angehörigen, im Versorgungssystem, in Forschung und Entwicklung, in der Gesellschaft. Vorträge, Workshops und Posterpräsentationen. 8. Dreiländerkongress Pflege in der Psychiatrie in Bern. Universitäre Psychiatrische Dienste, Bern 2011.
- Sabine Hahn (2012):  Patient and Visitor Violence in General Hospitals. Universitaire Pers Maastricht, Maastricht.